# Talaromyces assiutensis
Talaromyces assiutensis är en svampart som beskrevs av Samson & Abdel-Fattah 1978. Talaromyces assiutensis ingår i släktet Talaromyces och familjen Trichocomaceae.   Inga underarter finns listade i Catalogue of Life.